# パシフィック・リム選手権
パシフィック・リム選手権（Pacific Rim Championship）は、かつて行われていたラグビーユニオンの国際大会である。

## 概要
当初は北半球（ヨーロッパ）の5か国対抗、南半球の3か国対抗に次ぐ大会として、太平洋上の国々と沿岸8か国が参加するパン・パシフィック大会の開催が検討されたが、テレビ、スポンサー契約が難航して中止となり、1996年に日本・米国・カナダ・香港の4協会の間でパシフィック・リムとして開始。
1998年からは、トンガ・フィジー・サモアの3協会も加わり、IRB主催大会となった。
1999年より、セイコーエプソンが冠スポンサーのEPSON CUPとして行われる。
2001年を最後に終了。
日本戦はフジテレビで中継されていた。

## 大会結果
| 開催年 | 優勝     | 準優勝 | 3位            | 備考  |
| ------ | -------- | ------ | -------------- | ----- |
| 1996   | カナダ   | 香港   | アメリカ合衆国 | [ 1 ] |
| 1997   | カナダ   | 香港   | 日本           | [ 2 ] |
| 1998   | カナダ   | 香港   | アメリカ合衆国 | [ 3 ] |
| 1999   | 日本     | サモア | アメリカ合衆国 | [ 4 ] |
| 2000   | フィジー | サモア | トンガ         | [ 5 ] |
| 2001   | フィジー | サモア | 日本           | [ 6 ] |